# Joseph Soulouque
 (décembre 2014).
Si vous disposez d'ouvrages ou d'articles de référence ou si vous connaissez des sites web de qualité traitant du thème abordé ici, merci de compléter l'article en donnant les références utiles à sa vérifiabilité et en les liant à la section « Notes et références ».
Succession
Prétendant au trône d'Haïti
7 septembre 1882 – 19 janvier 1890
(7 ans, 4 mois et 12 jours)
Joseph Soulouque, né le 16 mars 1855 à Port-au-Prince, où il est mort le 19 janvier 1890, est un prince haïtien, membre de la famille impériale des Soulouqueet un prétendant au trône d'Haïti de 1882 à sa mort.

## Biographie
Joseph Pélissier Soulouque est né en 1855, sous le règne de son grand-oncle, l’empereur Faustin Ier. Cinquième dans l’ordre de succession au trône au moment de sa naissance, il est le fils aîné du prince Alexandre Soulouque, comte de Samson, et de son épouse, la princesse Marie-Claire Leconte. Par son père et sa mère, il est doublement l’arrière petit-fils de l’empereur Jacques Ier Dessalines et de l’impératrice Marie-Claire, en tant que petit-fils des princesses Célestine et Marie-Noëlle Dessalines. Par son père, il est également le petit-fils du prince Jean-Joseph Soulouque, duc de Port-de-Paix et frère de l’empereur Faustin.
Après la révolution de 1859 et la chute de l’Empire, il est exilé avec sa famille jusqu’à l’avènement de la dictature de son cousin, Sylvain Salnave, en 1867.
Après les morts de son grand-oncle, de son grand-père, de ses oncles et de ses cousins : Faustin-Elvérius de Vil-Lubin (en 1877) et Faustin-Bernadotte d’Ulysse (en 1882), Joseph devient, pour le cercle impérialiste soulouquien, l’héritier légitime de la Couronne impériale haïtienne. Cependant, il est contesté au sein de sa propre famille par le prince Jean-Henri Nord Alexis (lui-même petit-fils de l’empereur Faustin par sa mère, la princesse Célita) ainsi que par Jean-Baptiste Salnave (fils de Sylvain Salnave et arrière petit-fils de l’empereur Faustin) et par Florvil Hyppolite (petit-fils de l’empereur Jacques Dessalines).
Après avoir perdu de nombreux partisans, il meurt sans descendance en 1890, laissant ses titres à son frère, Jean-Marie Alexandre Soulouque.